# Liste der denkmalgeschützten Objekte in Kirchbichl
Die Liste der denkmalgeschützten Objekte in Kirchbichl enthält die 11 denkmalgeschützten, unbeweglichen Objekte der Tiroler Gemeinde Kirchbichl.

## Denkmäler
| Foto |                 | Denkmal                                                                                                 | Standort                                              | Beschreibung | Metadaten |
| ---- | --------------- | --- | ----------------------------------------------------- | --- | --- |
| ja   | Datei hochladen | Ehem. Schüttkasten HERIS-ID: 39742 Objekt-ID: 39574 TKK: 3316                                           | Flößerweg 1 Standort KG: Kirchbichl                   | | BDA-Hist.: Q37991023 Status: Bescheid Stand der BDA-Liste: 2025-06-30 Name: Ehem. Schüttkasten GstNr.: 1211/1                                                                                       |
| ja   | Datei hochladen | Ehem. Verwalterhaus der Eisenhütte HERIS-ID: 39741 Objekt-ID: 39573 TKK: 3315                           | Flößerweg 8 Standort KG: Kirchbichl                   | | BDA-Hist.: Q37991013 Status: Bescheid Stand der BDA-Liste: 2025-06-30 Name: Ehem. Verwalterhaus der Eisenhütte GstNr.: .119                                                                         |
| ja   | Datei hochladen | Mariahilf-Kapelle am Grattenbergl HERIS-ID: 39739 Objekt-ID: 39571 TKK: 3330                            | Grattenbergl 1 Standort KG: Kirchbichl                | Die weithin sichtbare Wallfahrtskapelle auf dem Grattenbergl wurde 1737/38 als Ersatz für einen hölzernen Vorgängerbau von 1711 errichtet. Das zweijochige Kirchenschiff wird von einer Stichkappentonne überwölbt. Der Hochaltar zeigt eine Kopie des Gnadenbildes Mariahilf unter einem Baldachin. | BDA-Hist.: Q37990989 Status: Bescheid Stand der BDA-Liste: 2025-06-30 Name: Mariahilf-Kapelle am Grattenbergl GstNr.: .85, .84 Mariahilf-Kapelle am Grattenbergl                                    |
| ja   | Datei hochladen | Prähistorische Höhensiedlung am Grattenbergl HERIS-ID: 39738 Objekt-ID: 39570                           | Grattenbergl Standort KG: Kirchbichl                  | Auf der Kuppe des Grattenbergls wurde eine ausgedehnte Siedlung aus der Bronze- und Eisenzeit nachgewiesen. Die Hänge weisen zahlreiche künstliche Wohnterrassen auf. Funde von Keramik und Bronzen stammen aus nahezu dem gesamten 2. und 1. Jahrtausend v. Chr. Anmerkung: Großflächiges Wald- und Wiesengrundstück. | BDA-Hist.: Q37990979 Status: Bescheid Stand der BDA-Liste: 2025-06-30 Name: Prähistorische Höhensiedlung am Grattenbergl GstNr.: 1327/1,1327/4,1328,1337,1355/6, 1355/1,1355/2,1355/3,1355/4,1355/5 |
| ja   | Datei hochladen | Schlöglhofkapelle HERIS-ID: 21799 Objekt-ID: 18122 TKK: 3344                                            | Libhartstraße 1 Standort KG: Kirchbichl               | Die kleine, gemauerte, einjochige Kapelle über rechteckigem Grundriss mit dreiseitigem Chorschluss und geschmiegtem Satteldach wurde vermutlich 1809 an Stelle eines älteren Vorgängerbaus errichtet. An der Giebelseite befindet sich ein abgefastes Rundbogenportal aus Kramsacher Marmor, darüber eine flache Segmentbogennische. Das Innere weist ein Tonnengewölbe mit angedeutetem Chorbogen und umlaufendem Gesims auf. | BDA-Hist.: Q37864849 Status: Bescheid Stand der BDA-Liste: 2025-06-30 Name: Schlöglhofkapelle GstNr.: 1233 Schlöglhofkapelle (Kirchbichl)                                                           |
| ja   | Datei hochladen | Kath. Pfarrkirche hll. Petrus und Paulus, Bruckhäusl HERIS-ID: 106821 Objekt-ID: 124056 TKK: 3395       | Lofererstraße 109 Standort KG: Kirchbichl             | Die Pfarrkirche wurde anstelle eines Vorgängerbaus aus dem Jahre 1937 in den Jahren 1977/1978 nach Plänen von Clemens Holzmeister neu erbaut. Die Kirche hat einen rechteckigen Grundriss mit kombiniertem Pyramiden-Satteldach und einem in die Westfassade eingebundenen, rechteckigen Turm mit Spitzhelm. Die Fassaden sind mit diversen Vor- und Rücksprüngen strukturiert. An der Westfassade mehrere Eingänge, über dem Haupteingang eine große Rundnische. An den großen, rechteckigen Kirchenhauptraum innen schließt an der Westseite eine Raumfolge mit einer kleinen Kapelle, einem größeren Saal, einer offenen Taufkapelle und der Sakristei mit dem Emporenaufgang an. Der Kirchenraum hat eine hölzerne Faltdecke und eine plastisch geformte Westwand mit der Orgelempore. Der Altarraum ist erhöht. | BDA-Hist.: Q23930313 Status: § 2a Stand der BDA-Liste: 2025-06-30 Name: Kath. Pfarrkirche hll. Petrus und Paulus, Bruckhäusl GstNr.: 1474/2, 1474/4 Pfarrkirche Bruckhäusl                          |
| ja   | Datei hochladen | Kath. Pfarrkirche Unsere Liebe Frau HERIS-ID: 55644 Objekt-ID: 64381 TKK: 3404                          | Pfarrgasse 5 Standort KG: Kirchbichl                  | Die Pfarrkirche Unsere Liebe Frau Mariae Himmelfahrt ist ein im Kern gotischer, im 18. Jahrhundert entscheidend veränderter Saalbau. Er ist von der ehemaligen Friedhofsmauer mit Kreuzwegnischen umgeben. Die Kirche wurde urkundlich 1733/1735 nach Plänen von Jakob Singer barockisiert. Die Kirche hat einen eingezogenen polygonalen Chor, seitlich zweigeschoßige Anbauten, das Langhaus ist fünfjochig. Der vorgestellte mächtige Westturm mit rundbogigen Zwillingsfenstern im Glockengeschoß trägt einen Spitzhelm über geschwungenen Giebeln. An der südlichen Langhausseite befinden sich zwei marmorne, korbbogige Portale mit Kämpfern, eines davon mit Volutenkeilstein. Die Fenster sind rundbogig. Innen Tonnengewölbe mit Stichkappen auf Wandpfeilern mit Pilastervorlagen und Gebälkstücken. Die mehrmals geschwungene, zweigeschoßige Westempore ruht auf toskanischen Säulen, die obere Empore hat eine Balustrade. Der rundbogige, eingezogene Triumphbogen trennt das Langhaus vom dreijochigen Chor. Die seitlichen korbbogigen Marmorportale haben geschnitzten Türen (Georg Thumb, 1733/1735), darüber befinden sich kleine Seitenemporen. Die Stuckaturen stammen von Hans Singer um 1735: Kapitelle, Laub-Bandlwerkstuck im Gewölbe und über den Fenstern. Am vierten nördlichen Langhauspfeiler befindet sich ein spätgotisches Freskofragment des Markuslöwen. Die barocken Deckenmalereien stammen von Matthias Ruef inschriftlich aus dem Jahre 1784: im Chor die Geburt Marias, im Langhaus ein deckenfüllendes Medaillon der Marienkrönung. 1956 erfolgte eine Renovierung. | BDA-Hist.: Q26698168 Status: § 2a Stand der BDA-Liste: 2025-06-30 Name: Kath. Pfarrkirche Unsere Liebe Frau GstNr.: .226 Pfarrkirche Mariä Himmelfahrt (Kirchbichl)                                 |
| ja   | Datei hochladen | Ehem. Friedhof mit ehem. Totenkapelle/Lourdeskapelle HERIS-ID: 56082 Objekt-ID: 65060 TKK: 3392, 115627 | Pfarrgasse 5 Standort KG: Kirchbichl                  | Die Friedhofsmauer des ehemaligen Friedhofs umfasst die Pfarrkirche, in die Mauer sind Kreuzwegnischen eingelassen. Der Friedhof wird in die zweite Hälfte des 17. Jahrhunderts datiert. In der Friedhofskapelle befindet sich eine Lourdesgrotte. | BDA-Hist.: Q38069922 Status: § 2a Stand der BDA-Liste: 2025-06-30 Name: Ehem. Friedhof mit ehem. Totenkapelle/Lourdeskapelle GstNr.: .225, .226, 1989 Lourdeskapelle (Kirchbichl)                   |
| ja   | Datei hochladen | Bauernhaus Larchhof/Haus Oberluech, ehem. Poststation HERIS-ID: 39740 Objekt-ID: 39572 TKK: 3325        | Römerweg 1 Standort KG: Kirchbichl                    | Das Bauernhaus ist urkundlich seit 1480 belegt. Aus- und Umbauten erfolgten in verschiedenen Bauphasen inschriftlich 1528, 1601, und 1666, die Firstpfette inschriftlich 1869. Das Gebäude diente ehemals als Poststation und Gasthaus. Der zweigeschoßige Mauerbau hat ein Satteldach, an der fünfachsigen Eingangsfassade befindet sich ein gefastes Rundbogenportal mit darüber liegendem Söller. Die reiche Fassadenmalerei stammt aus dem 17. Jahrhundert, an der Eingangsfassade eine gemalte Sonnenuhr. | BDA-Hist.: Q37991001 Status: Bescheid Stand der BDA-Liste: 2025-06-30 Name: Bauernhaus Larchhof/Haus Oberluech, ehem. Poststation GstNr.: 1588                                                      |
| ja   | Datei hochladen | Kriegerdenkmal/Kriegerkapelle HERIS-ID: 106839 Objekt-ID: 124075 TKK: 3342                              | bei Sebastian Frisch Straße 1 Standort KG: Kirchbichl | Die Kriegergedächtniskapelle wurde um 1936 errichtet. Entwurf und Ausführung stammen von Urban Verdroß, die Fassadenmalerei von Toni Kirchmayr. | BDA-Hist.: Q37808890 Status: § 2a Stand der BDA-Liste: 2025-06-30 Name: Kriegerdenkmal/Kriegerkapelle GstNr.: .603 Kriegergedächtniskapelle (Kirchbichl)                                            |
| ja   | Datei hochladen | Friedhof Kirchbichl HERIS-ID: 106829 Objekt-ID: 124065 TKK: 115627                                      | Ulricusstraße 15 Standort KG: Kirchbichl              | Die Friedhofsanlage aus dem Jahre 1903 wurde 1996/1997 erweitert. Dabei wurden eine Aussegnungshalle und Aufbahrungsräume errichtet und bestehende Friedhofsteile saniert und renoviert. | BDA-Hist.: Q37808850 Status: § 2a Stand der BDA-Liste: 2025-06-30 Name: Friedhof Kirchbichl GstNr.: 1970, .384, 670/5, 670/24, 673/2                                                                |